# مایکل پتی
مایکل پتی (انگلیسی: Michael Pate؛ ۲۶ فوریهٔ ۱۹۲۰ – ۱ سپتامبر ۲۰۰۸) هنرپیشه و فیلم‌نامه‌نویس اهل استرالیا بود. وی بین سال‌های ۱۹۴۰ تا ۱۹۹۶ میلادی فعالیت می‌کرد.
از فیلم‌هایی که وی در آن نقش داشته است، می‌توان به ژولیوس سزار، هودینی، ۵ انگشت، عمارت‌های سبز، برج لندن و گردشگر اشاره کرد. او همچنین فیلم تیم را کارگردانی کرده است.